# Denpasar

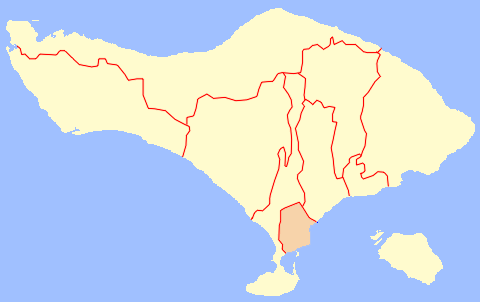
Położenie Denpasar na mapie

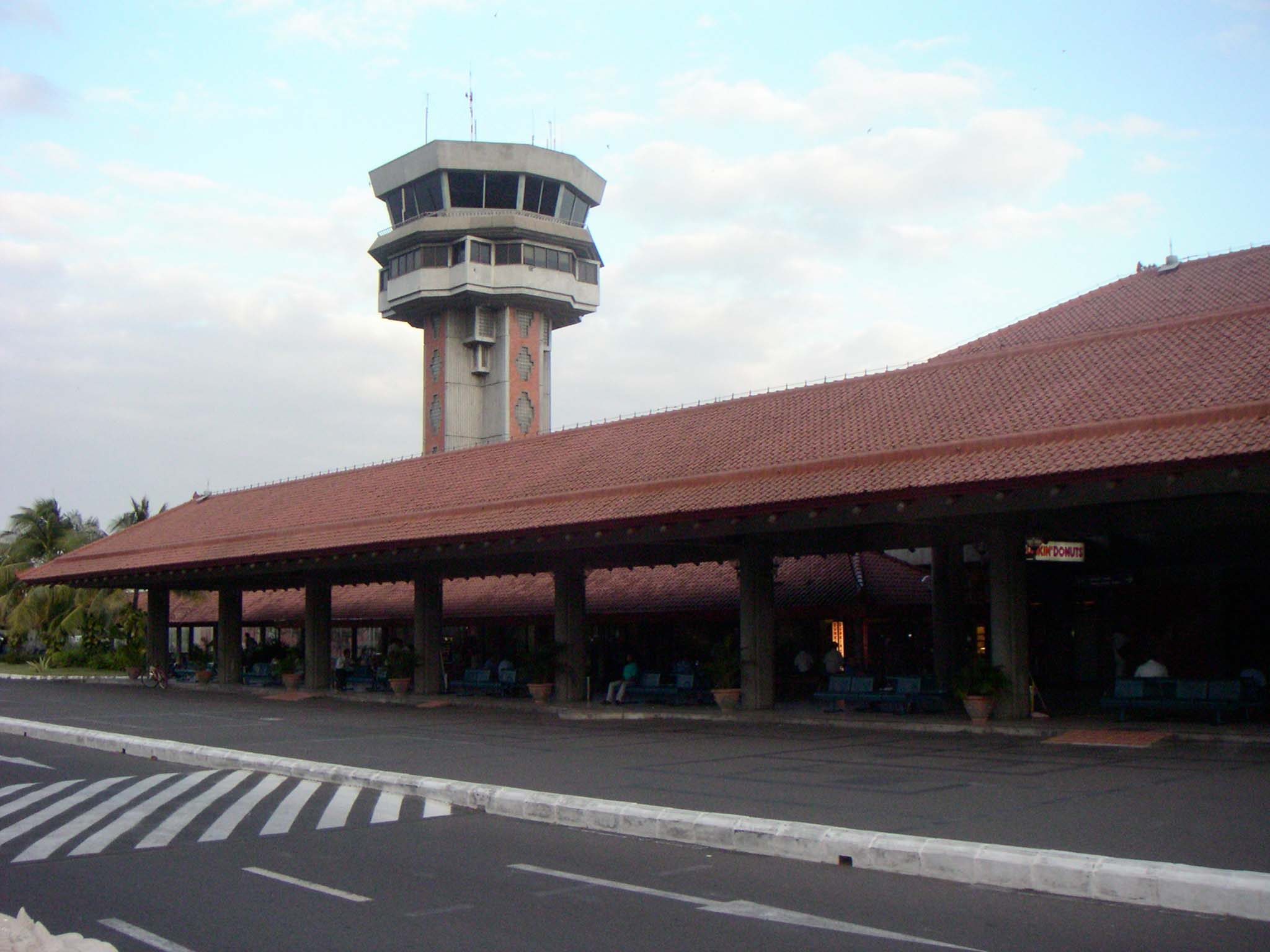
Port lotniczy Denpasar

Denpasar – miasto w Indonezji w południowej części wyspy Bali, stolica prowincji Bali. Według danych z 2020 roku liczyło prawie 800 tys. mieszkańców.
Główny ośrodek administracyjny, ekonomiczny i kulturalny Bali. W mieście rozwinęło się rzemiosło artystyczne oraz przemysł papierniczy, poligraficzny i włókienniczy. Obsługa ruchu turystycznego. W pobliżu miasta leży międzynarodowy port lotniczy Denpasar Ngurah Rai. W mieście znajduje się Uniwersytet Udayana.
Od 1932r. w mieście działa Muzeum Sztuki Balijskiej.

## Miasta partnerskie
- Palembang, Indonezja
- Veracruz, Meksyk
- Gran Canaria, Hiszpania
- Phuket, Tajlandia